# Allium farctum
Allium farctum är en amaryllisväxtart som beskrevs av Per Erland Berg Wendelbo. Allium farctum ingår i släktet lökar, och familjen amaryllisväxter. Inga underarter finns listade i Catalogue of Life.